# Manzat
Pour les articles homonymes, voir Manzat (homonymie).
Manzat (prononcé [mɑ̃.za])  est une commune française située dans le canton de Saint-Georges-de-Mons, dans le massif des monts Dôme (chaîne des Puys), en limite septentrionale du parc naturel régional des Volcans d'Auvergne, dans le département du Puy-de-Dôme, en Auvergne-Rhône-Alpes.
Elle est également le siège de la communauté de communes Combrailles Sioule et Morge, communauté de communes créée le 1er janvier 2017.

## Géographie

### Localisation

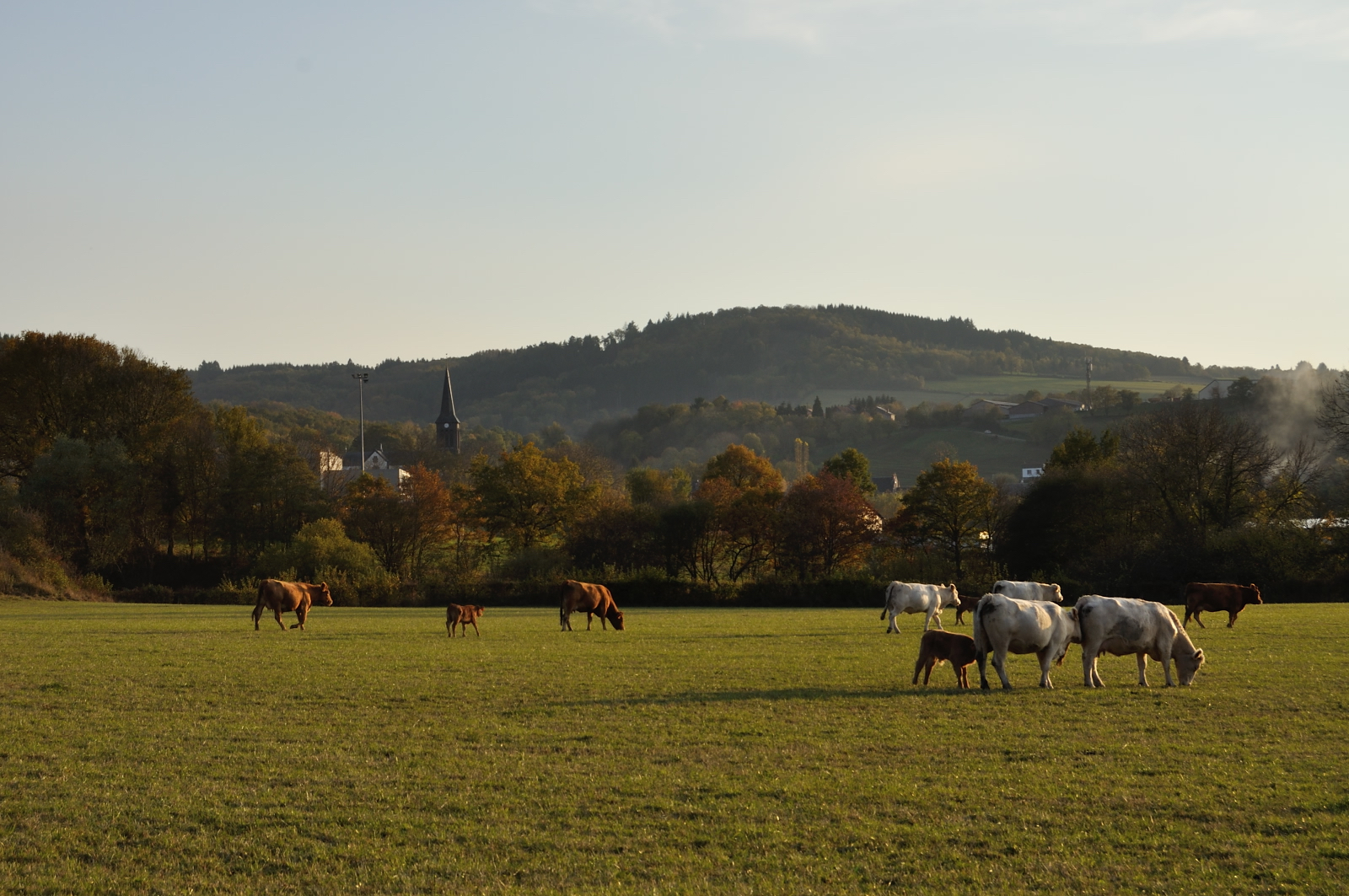
Vue lointaine sur le bourg et les puys de Blomont et de la Botte.

Manzat est à 10 km du carrefour des axes autoroutiers nord-sud Paris – Béziers (A71 et A75) et transversal est-ouest Lyon – Thiers – Ussel – Brive – Périgueux – Bordeaux (A89).

#### Communes limitrophes
Huit communes sont limitrophes de Manzat :
|                              | Saint-Angel | Charbonnières-les-Vieilles |
| Vitrac Saint-Georges-de-Mons | Manzat      | Loubeyrat                  |
| Chapdes-Beaufort             | Pulvérières | Charbonnières-les-Varennes |

### Géologie et relief

#### Liste des volcans de la commune
- Au nord, le puy de Montiroir.
- À l'est, le puy de Chalard[Note 3].
- Au sud, le puy Charve, le puy de la Botte, le maar de Laty, la roche Sauterre.

### Climat
Pour des articles plus généraux, voir Climat d'Auvergne-Rhône-Alpes et Climat du Puy-de-Dôme.
En 2010, le climat de la commune est de type climat des marges montargnardes, selon une étude du Centre national de la recherche scientifique s'appuyant sur une série de données couvrant la période 1971-2000. En 2020, Météo-France publie une typologie des climats de la France métropolitaine dans laquelle la commune est exposée à un climat de montagne ou de marges de montagne et est dans la région climatique Ouest et nord-ouest du Massif Central, caractérisée par une pluviométrie annuelle de 900 à 1 500 mm, maximale en automne et en hiver.
Pour la période 1971-2000, la température annuelle moyenne est de 9,5 °C, avec une amplitude thermique annuelle de 15,6 °C. Le cumul annuel moyen de précipitations est de 878 mm, avec 10,9 jours de précipitations en janvier et 7,5 jours en juillet. Pour la période 1991-2020, la température moyenne annuelle observée sur la station météorologique de Météo-France la plus proche, « Saint-Gervais-d'Auvergne », sur la commune de Saint-Gervais-d'Auvergne à 12 km à vol d'oiseau, est de 9,8 °C et le cumul annuel moyen de précipitations est de 825,6 mm,. Pour l'avenir, les paramètres climatiques de la commune estimés pour 2050 selon différents scénarios d'émission de gaz à effet de serre sont consultables sur un site dédié publié par Météo-France en novembre 2022.

## Urbanisme

### Typologie
Au 1er janvier 2024, Manzat est catégorisée commune rurale à habitat dispersé, selon la nouvelle grille communale de densité à sept niveaux définie par l'Insee en 2022.
Elle est située hors unité urbaine. Par ailleurs la commune fait partie de l'aire d'attraction de Clermont-Ferrand, dont elle est une commune de la couronne. Cette aire, qui regroupe 209 communes, est catégorisée dans les aires de 200 000 à moins de 700 000 habitants,.

### Occupation des sols
L'occupation des sols de la commune, telle qu'elle ressort de la base de données européenne d’occupation biophysique des sols Corine Land Cover (CLC), est marquée par l'importance des territoires agricoles (65,8 % en 2018), en diminution par rapport à 1990 (67,6 %). La répartition détaillée en 2018 est la suivante : prairies (45,1 %), forêts (31,7 %), zones agricoles hétérogènes (20,7 %), zones urbanisées (1,9 %), zones industrielles ou commerciales et réseaux de communication (0,6 %). L'évolution de l’occupation des sols de la commune et de ses infrastructures peut être observée sur les différentes représentations cartographiques du territoire : la carte de Cassini (XVIIIe siècle), la carte d'état-major (1820-1866) et les cartes ou photos aériennes de l'IGN pour la période actuelle (1950 à aujourd'hui).

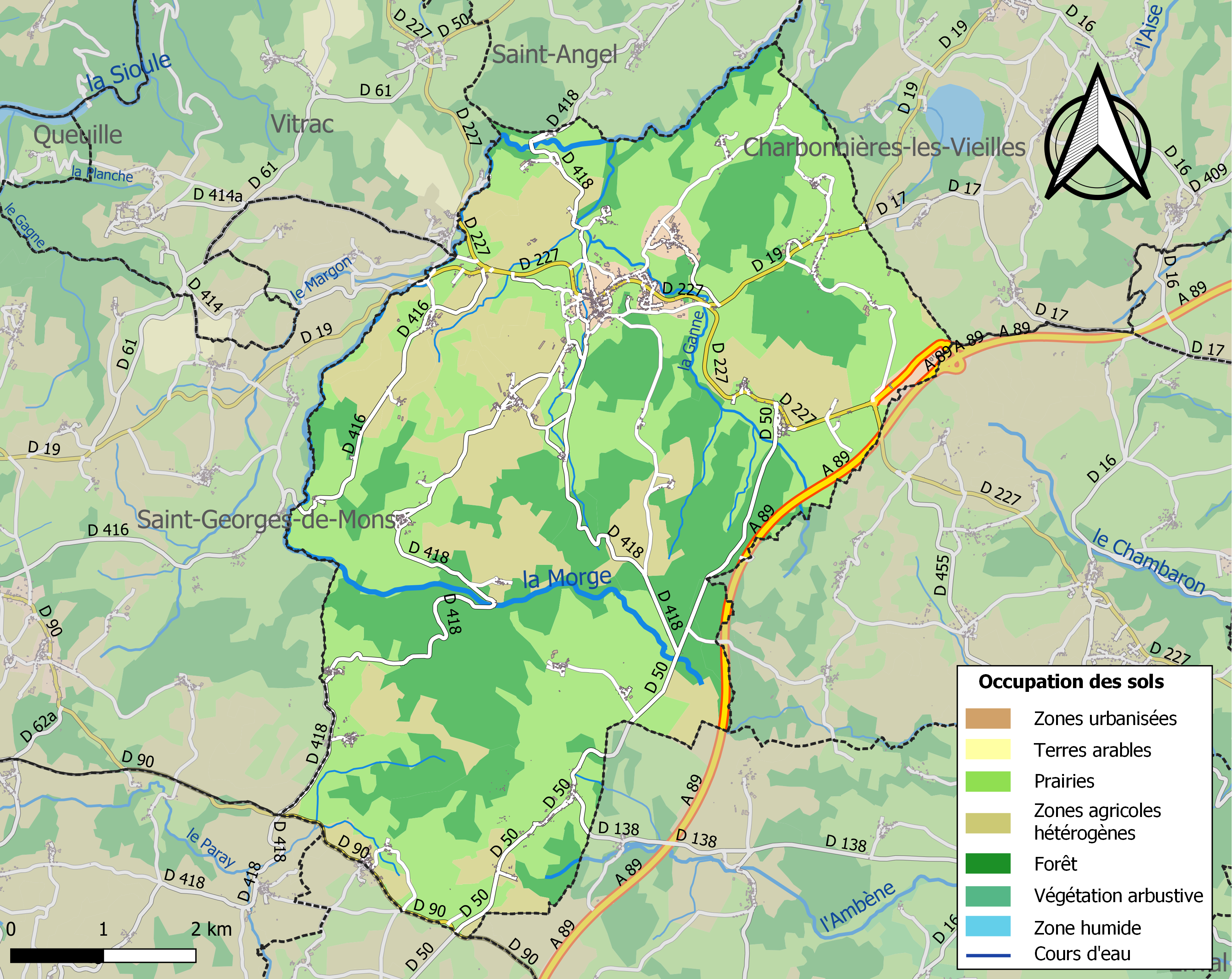
Carte des infrastructures et de l'occupation des sols de la commune en 2018 (CLC).

### Lieux-dits, écarts et villages de la commune

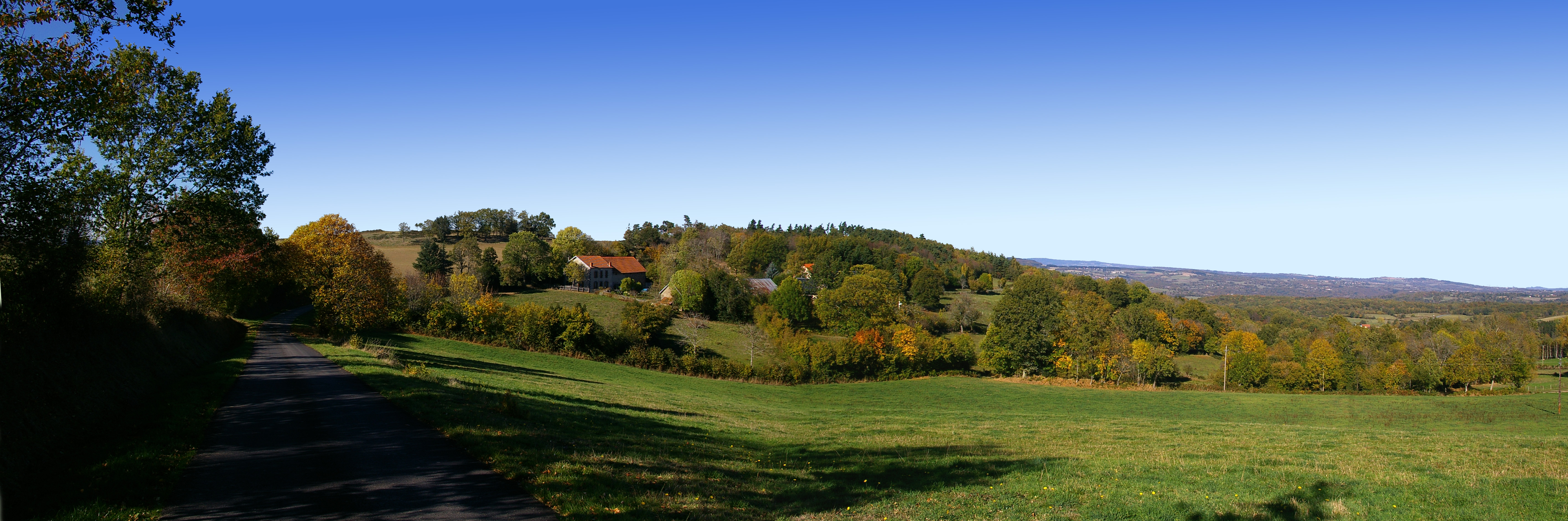
Site de Manzat, paysage typique des Combrailles

### Voies de communication et transports
La commune est parcourue par l'autoroute A89 appelée aussi La Transeuropéenne. On trouve sur le territoire la sortie 27, à cinq kilomètres en direction de Riom, ainsi qu'une aire de service. L'échangeur entre les autoroutes A89 et A71 est à dix kilomètres, sur la commune de Combronde.
Par ailleurs, la commune est située à quarante minutes de Clermont-Ferrand (23 km en distance orthodromique) et seize minutes des Ancizes-Comps (11 km en distance orthodromique).
Le territoire communal est également desservi par les routes départementales 227 (liaison de Saint-Gervais-d'Auvergne à Riom), 19 (des Ancizes-Comps et Saint-Georges-de-Mons à l'ouest et Combronde à l'est), 50, 413, 416 et 418.

## Histoire

### Préhistoire

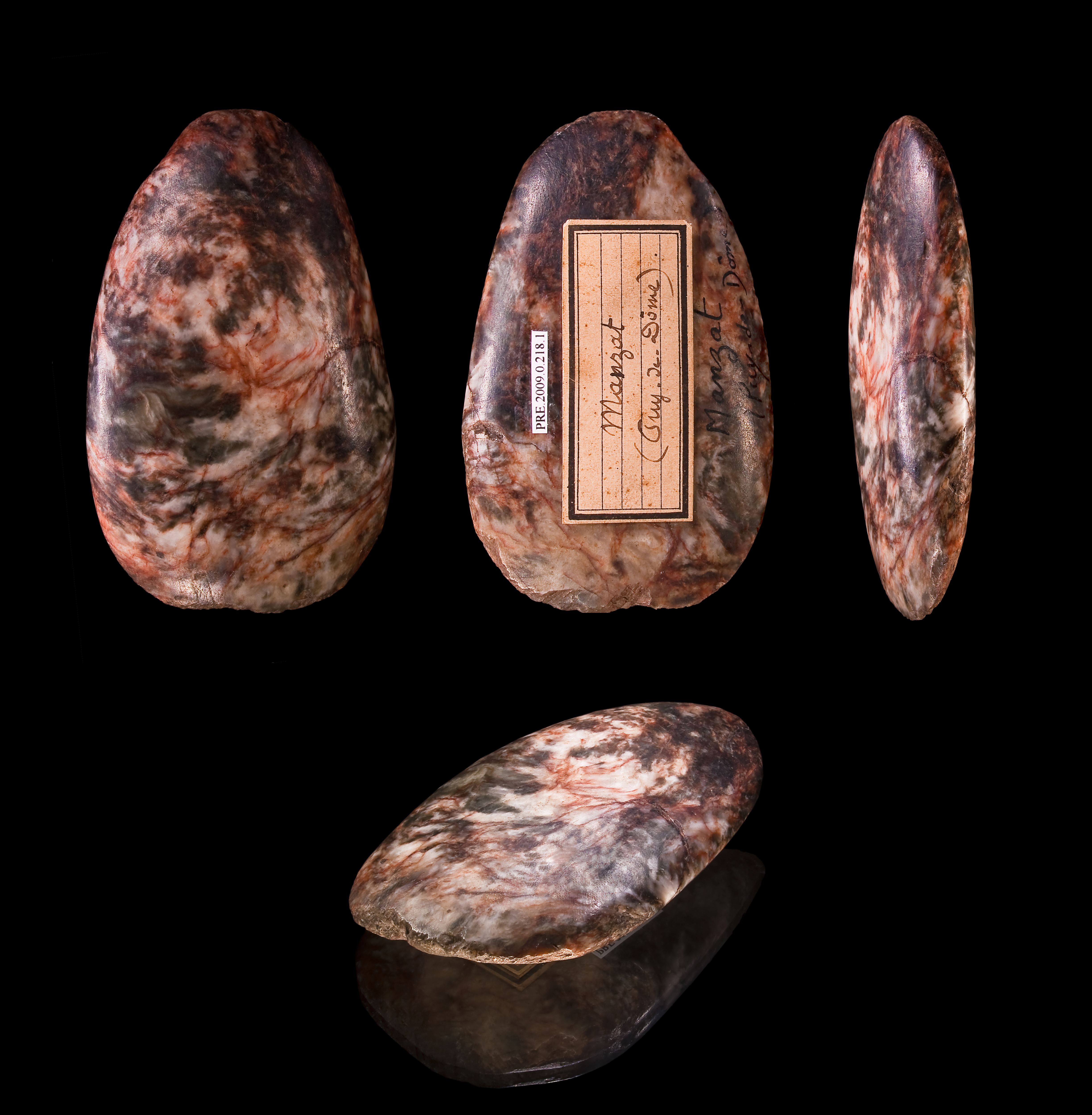
Hache polie trouvée à Manzat (Quartz et sillimanite du Néolithique).

Manzat est bâtie sur un site peuplé dès le Néolithique.
Le nom de Manzat est probablement d'origine très ancienne, prélatine. Il viendrait du mot Mannius puis Mannicius.

### Antiquité
Le bourg de Manzat se trouve sur la voie romaine qui relie Riom à Évaux-les-Bains. Une partie de cette voie est encore visible au milieu du XXe siècle, au hameau du Montel.
Le musée de Clermont possède une bouteille cylindrique gallo-romaine en verre renfermant des ossements calcinés. Au milieu de ces ossements, on a trouvé un moyen bronze de Domitien.
Un texte anonyme du XIXe siècle mentionne qu’un particulier possède une borne milliaire d'époque romaine.

### Moyen Âge

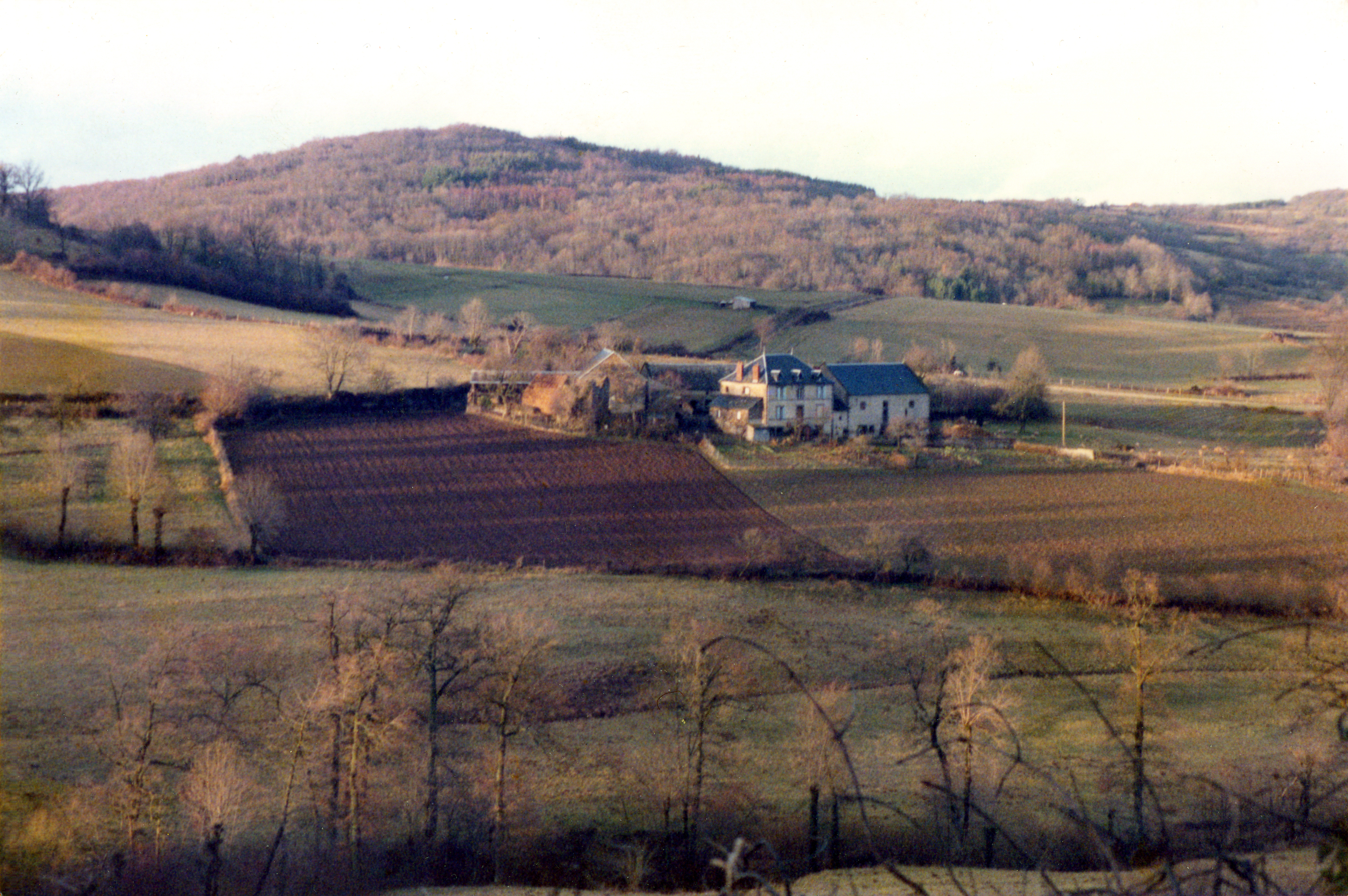
Vestige de la tour médiévale de Montiroir en 1980

En 1163, Manzat s'appelle Amanziaco puis Manzac en 1392.
Guillaume de Manzat, damoiseau et Agnès, sa femme, font une vente à la chartreuse de Port-Sainte-Marie en 1299.

### Époque moderne et contemporaine

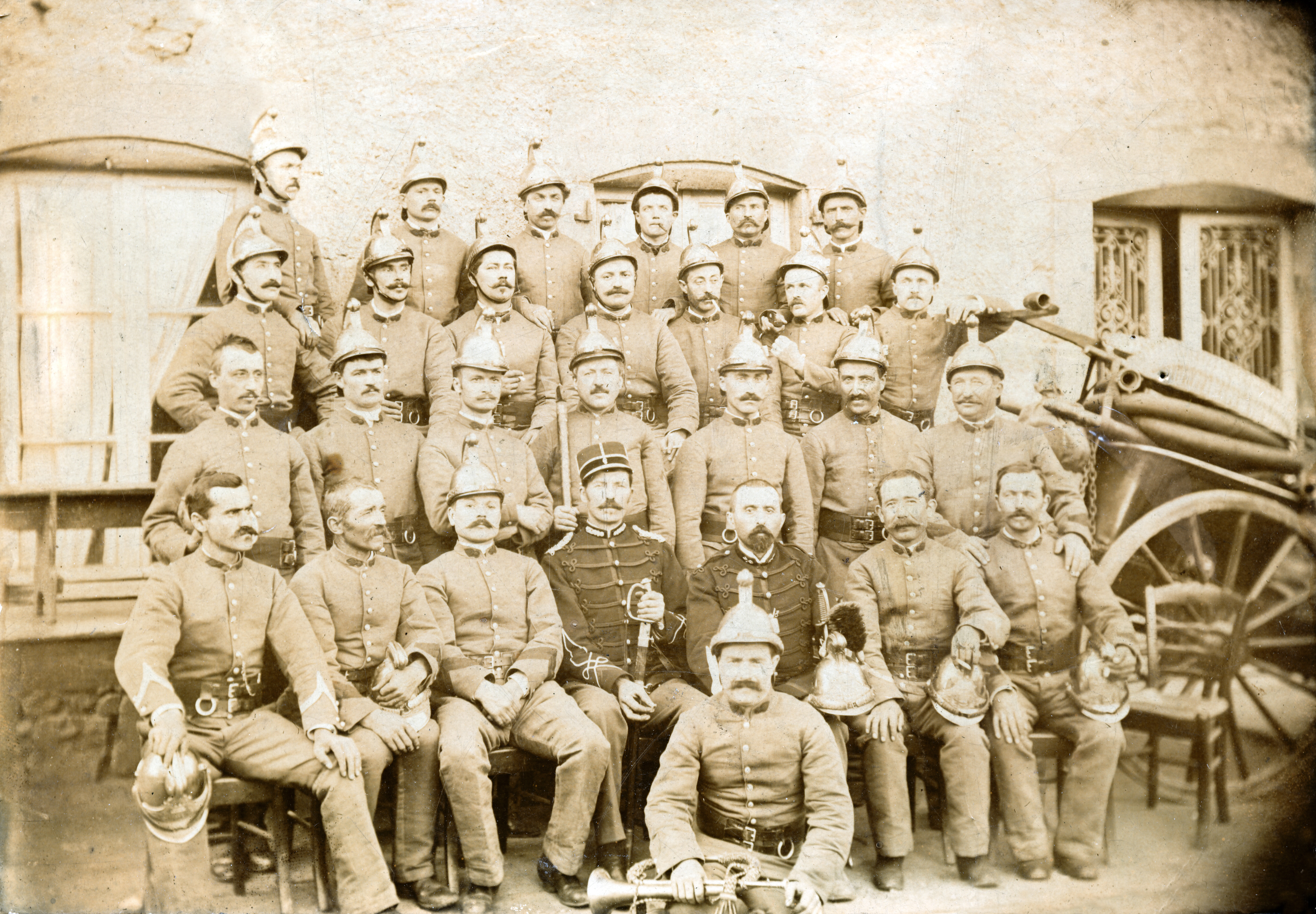
Pompiers à la fin du XIXe siècle.

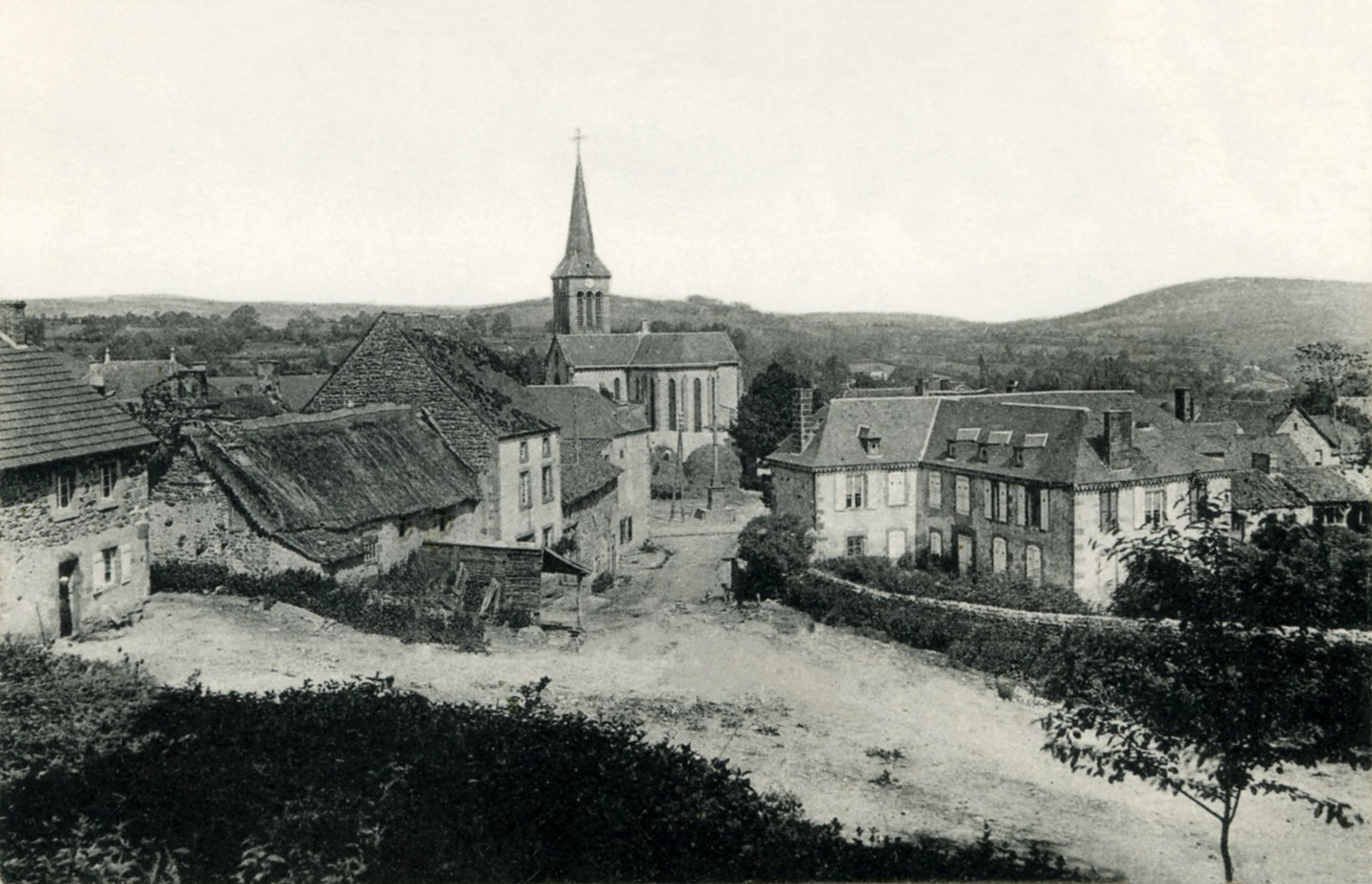
Vue sur le bourg au début du XXe siècle.

#### Première Guerre mondiale
La guerre de 1914-1918 fait quatre-vingts victimes, un nombre supérieur à la moyenne française.

#### Seconde Guerre mondiale
En 1941, la commune accueille le 662e groupement de travailleurs étrangers (GTE) dirigé par le capitaine Rougier, où sont cantonnés près d'un millier d'Espagnols, exilés républicains venus des camps d'internement du sud de la France. Rougier crée le « groupe artistique de travailleurs espagnols », animé par Julián Antonio Ramírez et Adeilta del Campo.
La circulation de cette troupe, composée principalement d'exilés républicains espagnols mais aussi de juifs cachés par le capitaine Rougier dans le GTE, permet de faire des liens avec la résistance locale.
L'ancien canton de Manzat est une terre de maquis, en particulier pour les Francs-tireurs et partisans sous la direction de Jean Bac.
Deux résistants de la commune sont fusillés, l'un par la Milice, l'autre par les Allemands. Ainsi, deux stèles sont élevées en leur honneur ; l'une au village de la Bessède, l'autre sur le bord de la route qui va à Châteauneuf-les-Bains. Un camp d'internement est installé à Manzat durant une partie de cette guerre.

## Politique et administration

### Découpage territorial
La commune de Manzat est membre de la communauté de communes Combrailles Sioule et Morge un établissement public de coopération intercommunale (EPCI) à fiscalité propre créé le 1er janvier 2017 dont elle est le siège. Ce dernier est par ailleurs membre d'autres groupements intercommunaux. Elle était jusqu'en 2016 le siège de la communauté de communes Manzat communauté.
Sur le plan administratif, elle est rattachée à l'arrondissement de Riom, à la circonscription administrative de l'État du Puy-de-Dôme et à la région Auvergne-Rhône-Alpes. Jusqu'en mars 2015, elle était chef-lieu de canton.
Sur le plan électoral, elle dépend du canton de Saint-Georges-de-Mons pour l'élection des conseillers départementaux, depuis le redécoupage cantonal de 2014 entré en vigueur en 2015, et de la deuxième circonscription du Puy-de-Dôme pour les élections législatives, depuis le dernier découpage électoral de 2010 (sixième circonscription avant 2010).

### Élections municipales et communautaires

#### Élections de 2020
Le conseil municipal de Manzat, commune de plus de 1 000 habitants, est élu au scrutin proportionnel de liste à deux tours (sans aucune modification possible de la liste), pour un mandat de six ans renouvelable. Compte tenu de la population communale, le nombre de sièges à pourvoir lors des élections municipales de 2020 est de 15. Les quinze conseillers municipaux, issus d'une liste unique, sont élus au premier tour, le 15 mars 2020, avec un taux de participation de 40,75 %.
Trois sièges ont été attribués à la commune au sein du conseil communautaire de la communauté de communes Combrailles Sioule et Morge.

#### Chronologie des maires
| Période                                  | Période                         | Identité                 | Étiquette | Qualité   |
| ---------------------------------------- | ------------------------------- | ------------------------ | --------- | --------- |
| Les données manquantes sont à compléter. |                                 |                          |           |           |
| 1879                                     |                                 | Michel Grange            |           |           |
| 1891                                     |                                 | Martin Bouchet           |           |           |
| 1893                                     |                                 | Antoine Muraton          |           |           |
| 1900                                     |                                 | Amable Mazuel            |           |           |
| 1902                                     |                                 | Antoine Bonnet-Mazuel    |           |           |
| 1918                                     |                                 | François Gilbert Mazuel  |           |           |
| 1924                                     |                                 | François Gilbert Sardier |           |           |
| 1935                                     |                                 | Victor Mazuel            |           |           |
| 1965                                     |                                 | Joseph Ameil             |           |           |
| 1977                                     |                                 | Marcel Hénot             |           |           |
| 1995                                     |                                 | Alain Escure             |           |           |
| 2013                                     | En cours (au 19 septembre 2021) | José Da Silva,           | PS        | Comptable |

### Jumelage
La ville de Manzat n'est jumelée avec aucune commune à l'heure actuelle. 

## Population et société

### Démographie
L'évolution du nombre d'habitants est connue à travers les recensements de la population effectués dans la commune depuis 1793. Pour les communes de moins de 10 000 habitants, une enquête de recensement portant sur toute la population est réalisée tous les cinq ans, les populations de référence des années intermédiaires étant quant à elles estimées par interpolation ou extrapolation. Pour la commune, le premier recensement exhaustif entrant dans le cadre du nouveau dispositif a été réalisé en 2008.

En 2022, la commune comptait 1 417 habitants, en évolution de +3,51 % par rapport à 2016 (Puy-de-Dôme : +2,1 %, France hors Mayotte : +2,11 %).
| 1793  | 1800  | 1806  | 1821  | 1831  | 1836  | 1841  | 1846  | 1851  |
| ----- | ----- | ----- | ----- | ----- | ----- | ----- | ----- | ----- |
| 1 472 | 1 565 | 1 488 | 1 755 | 1 742 | 1 806 | 1 986 | 2 030 | 2 045 |

| 1856  | 1861  | 1866  | 1872  | 1876  | 1881  | 1886  | 1891  | 1896  |
| ----- | ----- | ----- | ----- | ----- | ----- | ----- | ----- | ----- |
| 2 005 | 1 909 | 1 908 | 1 980 | 2 060 | 2 073 | 2 142 | 2 128 | 2 006 |

| 1901  | 1906  | 1911  | 1921  | 1926  | 1931  | 1936  | 1946  | 1954  |
| ----- | ----- | ----- | ----- | ----- | ----- | ----- | ----- | ----- |
| 1 989 | 1 943 | 1 957 | 1 730 | 1 718 | 1 703 | 1 514 | 1 409 | 1 337 |

| 1962  | 1968  | 1975  | 1982  | 1990  | 1999  | 2006  | 2008  | 2013  |
| ----- | ----- | ----- | ----- | ----- | ----- | ----- | ----- | ----- |
| 1 390 | 1 391 | 1 325 | 1 434 | 1 362 | 1 264 | 1 224 | 1 212 | 1 346 |

| 2018  | 2022  | - | - | - | - | - | - | - |
| ----- | ----- | - | - | - | - | - | - | - |
| 1 374 | 1 417 | - | - | - | - | - | - | - |

### Éducation
On trouve à Manzat :
- une école maternelle
- une école primaire
- un collège public
- une médiathèque[27]

## Culture locale et patrimoine

### Lieux et monuments

#### Patrimoine civil
- Deux fontaines jumelles[Note 14] en pierre de Volvic, séparées de quelques dizaines de mètres.
- La tour médiévale du Montel, datant du XIIe siècle[28].

#### Patrimoine religieux
L'église Notre-Dame-de-l'Assomption de Manzat

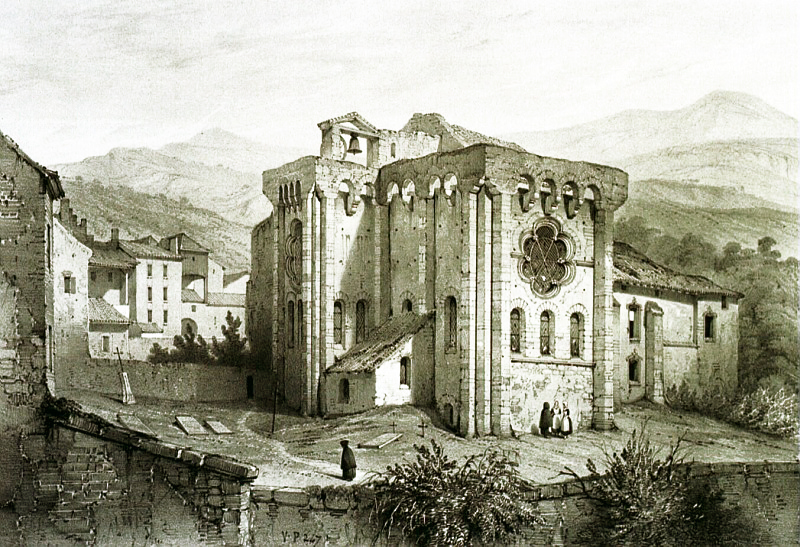
Église Saint-Léger de Royat à la fin XIXe siècle.

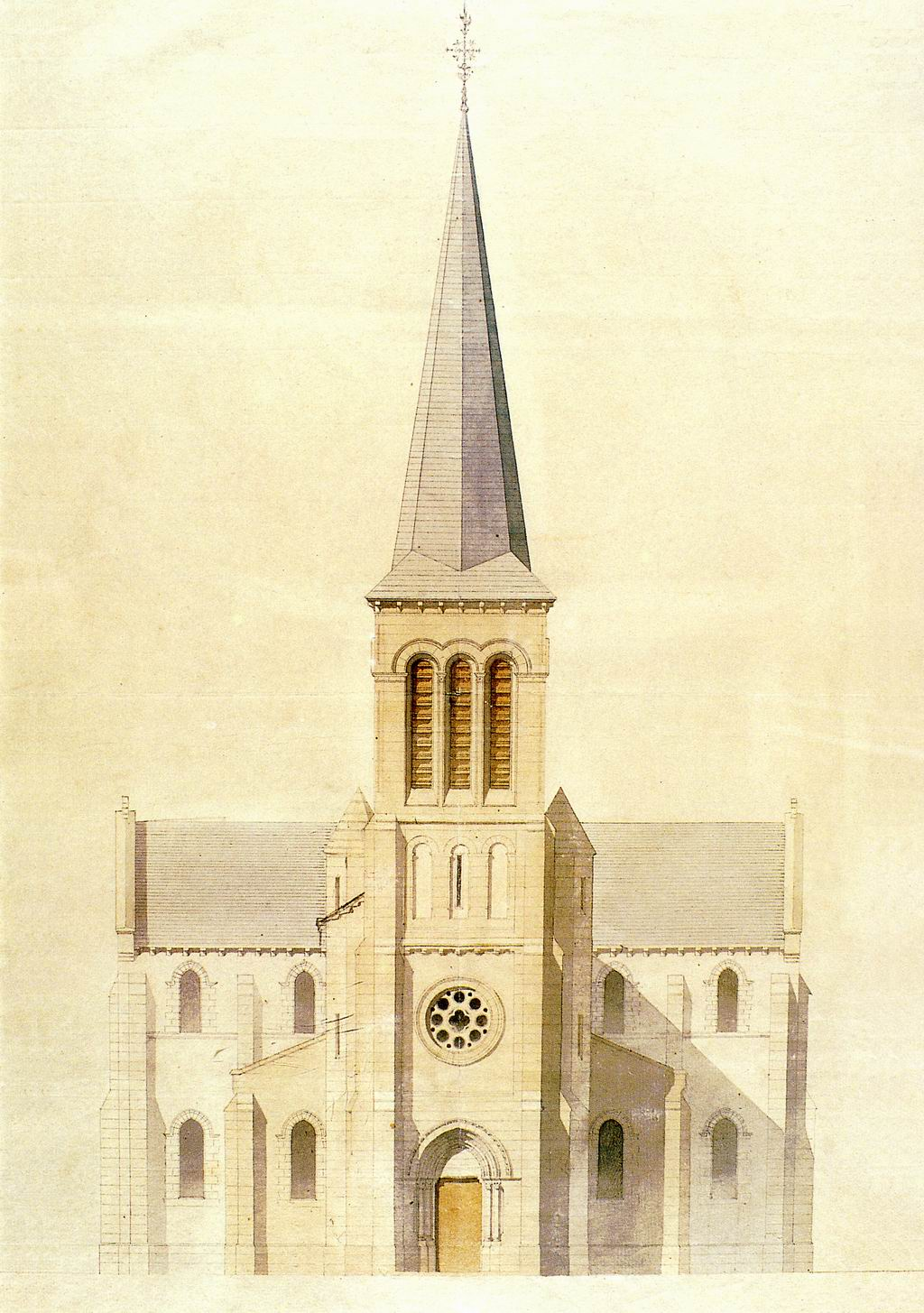
Dessin de l'église actuelle par l'architecte François-Louis Jarrier (1829-1881)

L'église de Manzat est de style néogothique. Elle est consacrée le 5 mai 1872 par l'abbé Guillaume Chardon et remplace une église du XIe siècle, plus petite, fortifiée et de style roman, dont il n'est parvenu aucune représentation, mais qui devait ressembler à l'église Saint-Léger de Royat avant sa restauration du XIXe siècle.
L'église actuelle contient plusieurs éléments remarquables :
- Une pietà en bois de noyer, du XVIIe siècle, donnée par la famille de Pontgibaud et provenant de la chapelle dite de Pontgibaud à la chartreuse de Port-Sainte-Marie.
- Le chœur de l'église est orné de stalles en bois du XVIIe siècle qui proviennent de l'église conventuelle  de la chartreuse de Port-Sainte-Marie.
- L'église renferme aussi deux bas-reliefs en bois ; l'un, du XVIIe siècle, représente saint Pierre ; l'autre figurant saint Paul est daté du XVIIIe siècle.

La grotte-de-Lourdes
Elle est consacrée en 1946.

### Patrimoine naturel

Chênes, reliquats d’une allée qui menait à un manoir Louis XIII

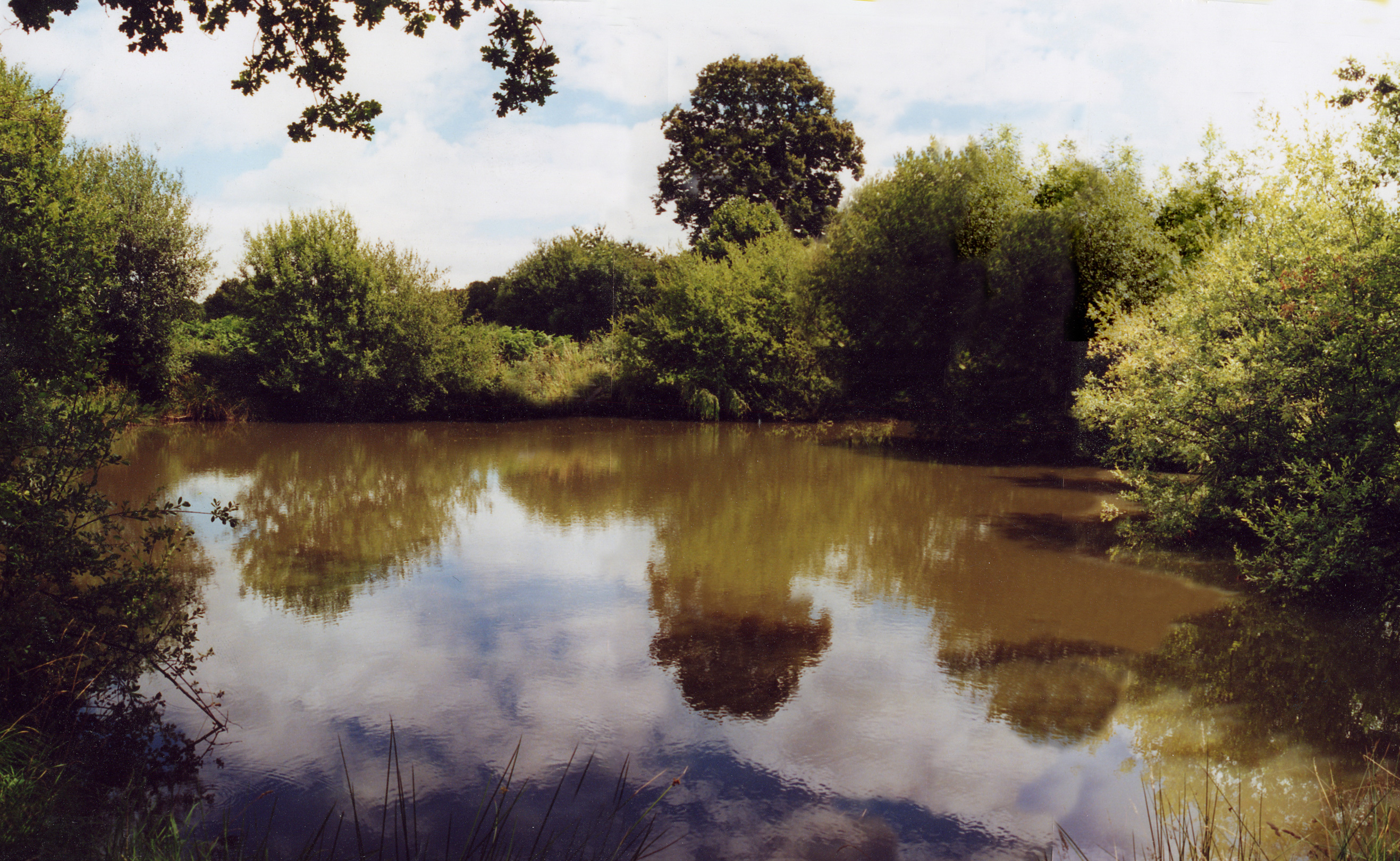
Mare du village des Cheix

- Le volcan du Chalard ou puy de Chalard.
- La cheire du puy de Chalard.
- La roche Sauterre, point culminant de la commune et de la région naturelle des Combrailles, atteignant 977 mètres d'altitude.
- L'étang de Lachamp et les sources de la Morge.
- La source de l'Ambène, au pied de la roche Sauterre.
- Le tilleul du hameau des Taravelles.
- La mare du village des Cheix.
- Le ruisseau-chaud, source d'eau tiède où on lave le linge jusqu'au XXe siècle lorsque l'eau du lavoir est gelée[Note 17].

### Personnalités nées à Manzat

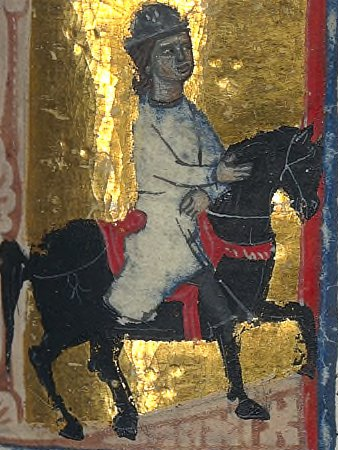
Enluminure du troubadour Pierre de Manzat

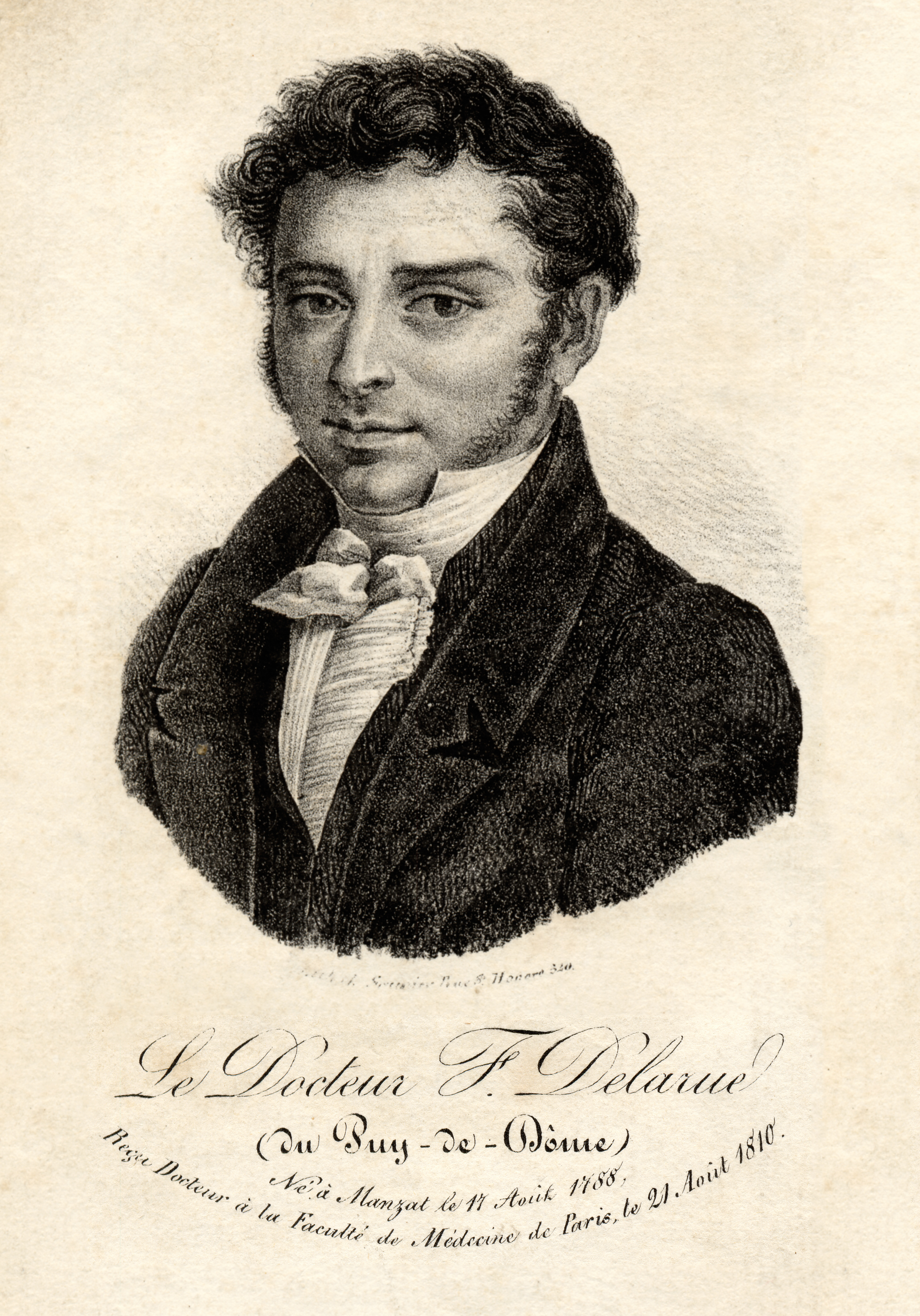
Gravure de François Delarue

- Pierre de Manzat, troubadour[29],[Note 18].
- François Delarue (1788-1842), médecin et auteur de nombreux ouvrages sur la médecine.

### Héraldique
| Blason de Manzat | Blason  | D’argent à la branche de genêt de cinq rameaux de sinople, fleuris d’or de 30 pièces |
| Blason de Manzat | Détails | Ce blason, adopté par le conseil municipal en délibération du 15 mars 1959, est composé à partir du genêt, plante présente sur le territoire de la commune et qui fait allusion au nom du patron de la paroisse de saint Genêt. Le saint patron de la commune est saint Roch, représenté par un pèlerin accompagné d'un chien. Blason officiel de la commune. |

## Divers

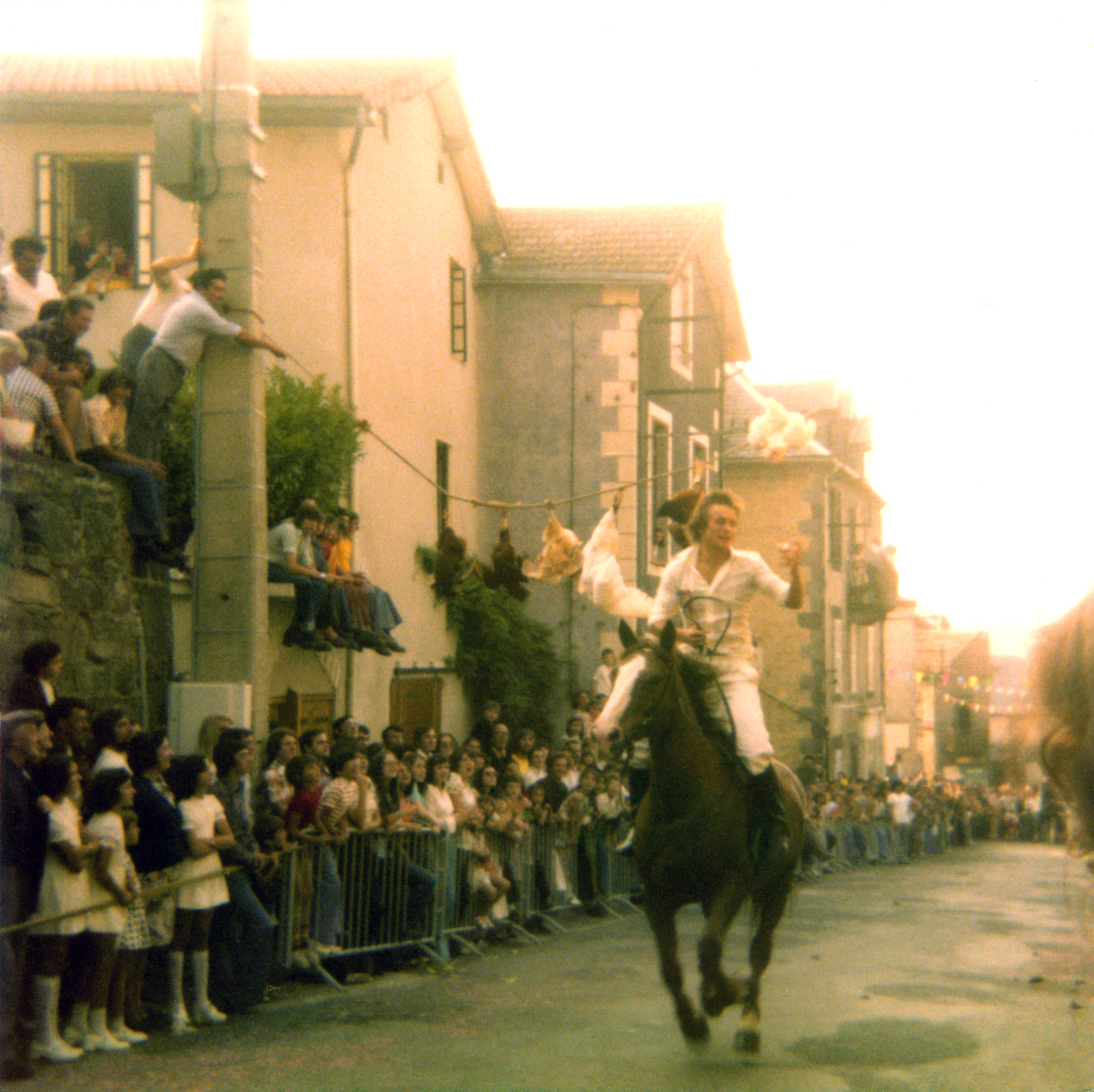
Jeu ancestral du cou de l'oie.
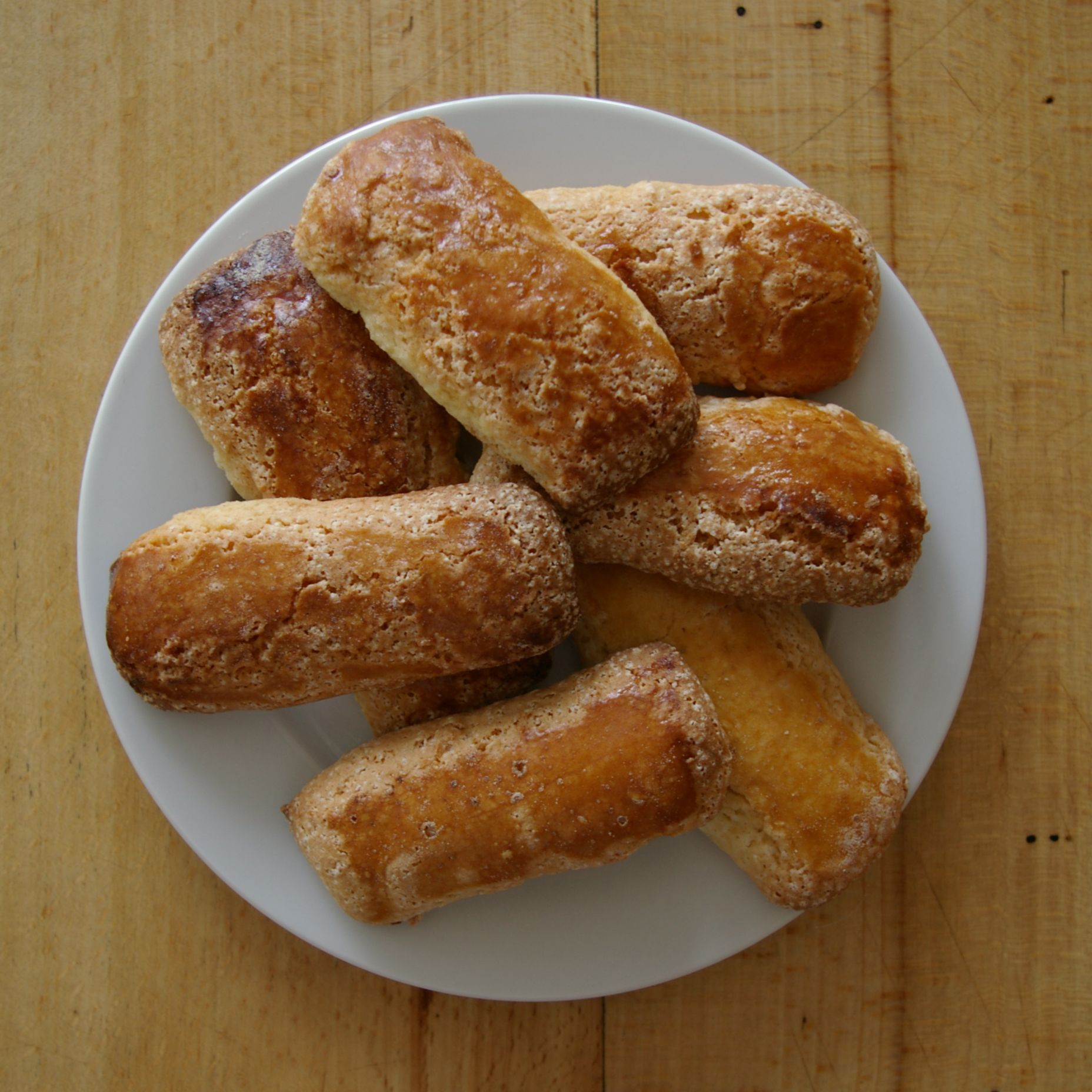
« Jambelette » Écouterⓘ spécialité culinaire ancestrale[Note 19].